# Mezioud Ouldamer
Œuvres principales
- Offense à Président, 1985
- Le Cauchemar immigré dans la décomposition de la France, 1986
- La Cruauté maintenant, 2007

Mezioud Ouldamer est un essayiste français d'origine algérienne né le 30 juin 1951 à Aït Saâda, commune de Yatafen, mort le 12 juillet 2017 à Saint-Jean-de-Luz, en France. Il a publié plusieurs ouvrages de critique sociale proches de la critique situationniste.

## Deux ouvrages

### Le Cauchemar immigré

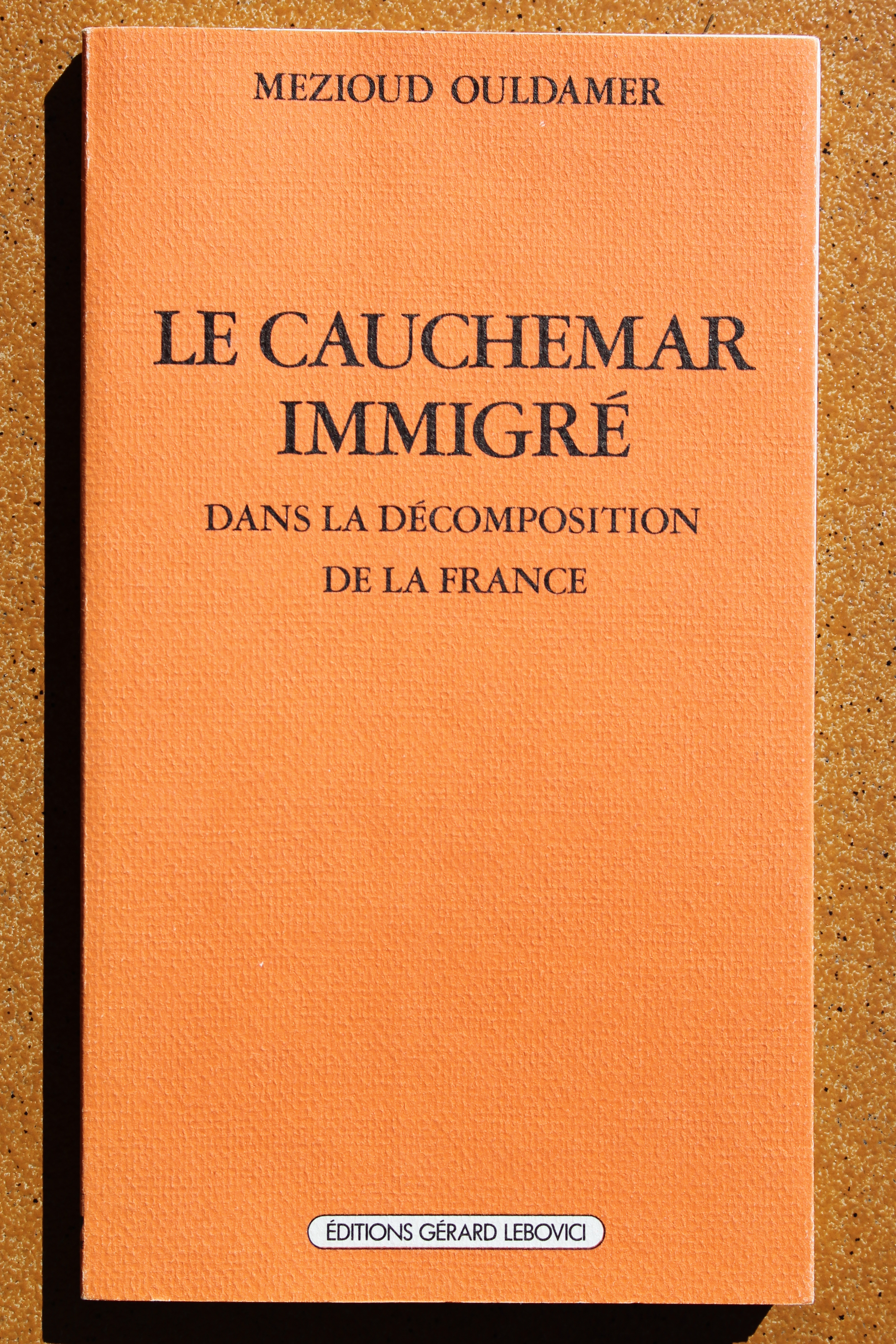
Le Cauchemar immigré

Le Cauchemar immigré dans la décomposition de la France est un essai publié en 1986 par les Éditions Gérard Lebovici. Le 30 août 1986, Guy Debord adresse la lettre suivante à Mezioud Ouldamer : 
« Cher Mezioud, j'ai lu le manuscrit du Cauchemar immigré avec grande admiration. Tout est juste ; et c'est bien dit. Sur ce sujet, tellement central dans la décomposition de la France, c'est exactement la scandaleuse vérité qu'il fallait écrire. On n'y peut faire, de bonne foi, aucune réserve. Reçois toutes mes amicales félicitations. »
Auparavant, le 22 novembre 1985, Guy Debord a adressé plusieurs pages de recommandations et de notes à Mezioud Ouldamer au sujet de l'immigration en France.

### La Cruauté maintenant
Dans son dernier essai, La Cruauté maintenant, paru en 2007 aux Éditions Sulliver, Mezioud Ouldamer décrit le génocide auquel, selon lui, le Capital se préparerait afin de régler définitivement la question de l'humanité pauvre surnuméraire : 
« Plus que tous les mercenaires sanglants à sa solde, le capital est lui-même l'instrument de purification par excellence. »

### Correspondance
Les lettres de Guy Debord à Mezioud Ouldamer figurent dans les tomes 5, 6 et 7 de la Correspondance de Guy Debord publiée par les éditions Fayard.